# Polycyrtus semirufus
Polycyrtus semirufus là một loài tò vò trong họ Ichneumonidae.